# Studánka Pod Borem
Studánka Pod Borem je vodní zdroj v blízkosti městyse Machov.

## Popis
V nadmořské výšce 520 m n. m. se na odbočce z modře značené cesty na Bor na kraji lesa nachází pěkně upravená Studánka Pod Borem. O její okolí se stará přímo městys Machov. Na kamenné zídce u studánky je vyrytý letopočet založení Studánky Pod Borem 1873 a jejího obnovení 1979. Další vyryté letopočty 2005 a 2023 se vztahují k pozdějším úpravám. 
Pramen je na soutoku Bučinského a Borského potoka, které zde stékají po balvanech a skalách a tvoří menší vodopády. Studánka Pod Borem je opatřena přístřeškem, lze zde nalézt i hrnky pro poutníky. Před studánkou je posezení a ohniště. Studánka si v roce 1981 zahrála v českém filmu režiséra Hynka Bočana Pytláci.